# Sistema di riferimento cefalico
In medicina, il riferimento cefalico è la descrizione della testa per piani paralleli.
Lo scheletro della testa è composto da cranio e mandibola. Nel cranio è presente l'encefalo che si sviluppa anche in senso trasversale, diversamente dal midollo spinale, che è verticale. Questo comporta piccole variazioni semantiche dei termini utilizzati generalmente in anatomia: il "sopra", il "sotto, il "davanti" il "dietro" che nella classica descrizione anatomica hanno determinati sinonimi, nell'anatomia del prosencefalo ne assumono altri.
- Davanti: dalla concezione di "ventrale" si passa a quella di "rostrale"
- Dietro: il "dorsale" diventa "caudale"
- Sopra: il "craniale" diventa "dorsale"
- Sotto: il "caudale" diventa "ventrale".

Questo comporta ulteriori problemi descrittivi, che hanno portato alla formulazione di diversi sistemi di riferimento cefalici.
L'argomento del riferimento cefalico è stato trattato prima di tutto da grandi artisti come Leonardo da Vinci e Albrecht Dürer. Quest'ultimo constata che il confronto tra crani esige un riferimento orizzontale: ma su quale piano? L'argomento non ha mai suscitato molto entusiasmo tra i medici. Lo sviluppo di metodiche di imaging diagnostico ha invece rinnovato l'interesse per la "giusta posizione" della testa: nella posizione di decubito supino spontaneo, la testa può presentarsi in diversi modi, sia fisiologici che patologici coatti, per esempio a causa di fratture cervicali, sinostosi, masse occupanti spazio, presenza di sistemi di respirazione e quant'altro.
Nel 1967 Jean Talairach espose un sistema stereotassico di descrizione anatomica del telencefalo. Egli propose la linea bicommissurale come repere per un piano assiale di riferimento. Questa, chiamata CaCp unisce il bordo superiore della commissura bianca anteriore e il bordo inferiore della commissura bianca posteriore. In base a questo nuovo approccio vennero rivoluzionate le scienze neurochirgiche, radiologiche e terapeutiche.
La CaCp è quasi parallela alla linea orbitomeatale, più facilmente utilizzata in TC, cioè un piano che passa per le orbite oculari e i meati acustici.
L'RM ha dato nuovo risalto a questo argomento, portando nuove informazioni e possibilità, essendo una metodica multiplanare.

Un piano molto usato è il piano neurooculare (PNO). Tale posizione si considera "anatomica", poiché quasi "naturale", comoda, e quindi di privilegio per il malato. Il riferimento è cutaneo, allineando l'acanthion (spina nasale anteriore) e il trago (orecchio). In questa sezione si sviluppano tutte le vie ottiche, dalla cornea alla scissura calcarina, e per tal motivo è d'obbligo lo studio dell'indice oculo orbitario, per valutare l'eno- o l'esoftalmo eventuali.
Il PNO si presenta con un angolo fisso di 7° sull'orbitomeatale, e di circa 17° sulla CaCp.